# Barwice
Barwice (deutsch Bärwalde) ist eine Stadt in der polnischen Woiwodschaft Westpommern. Die Kleinstadt (etwa 4000 Einwohner) ist Sitz einer Stadt- und Landgemeinde im Powiat Szczecinecki.

## Geographische Lage

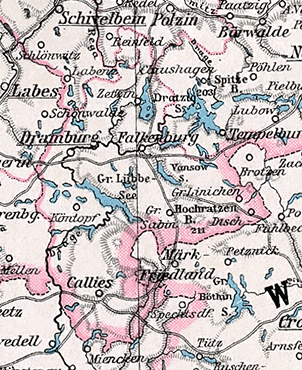
Bärwalde nordöstlich der Städte Dramburg und Falkenburg und östlich der Städte Schivelbein und Bad Polzin auf einer Landkarte von 1905

Die Stadt liegt in Hinterpommern in einem lang ausgestreckten Wiesental, etwa 22 Kilometer westlich von Szczecinek (Neustettin) und 50 Kilometer südlich von Koszalin (Köslin).
Etwa 20 Kilometer weiter südlich beginnt die Draheimer Seenplatte.

## Geschichte

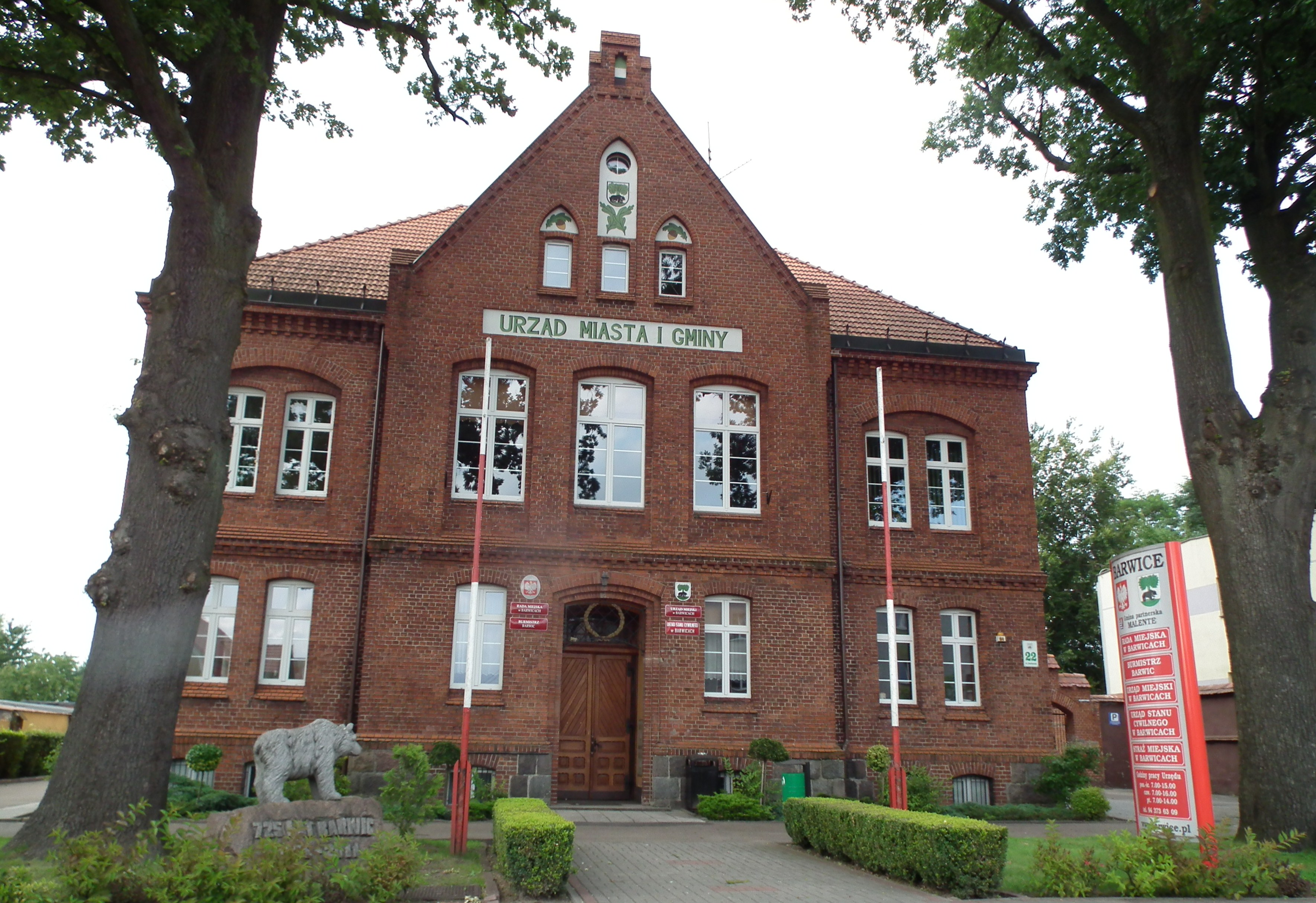
Rathaus Barwice

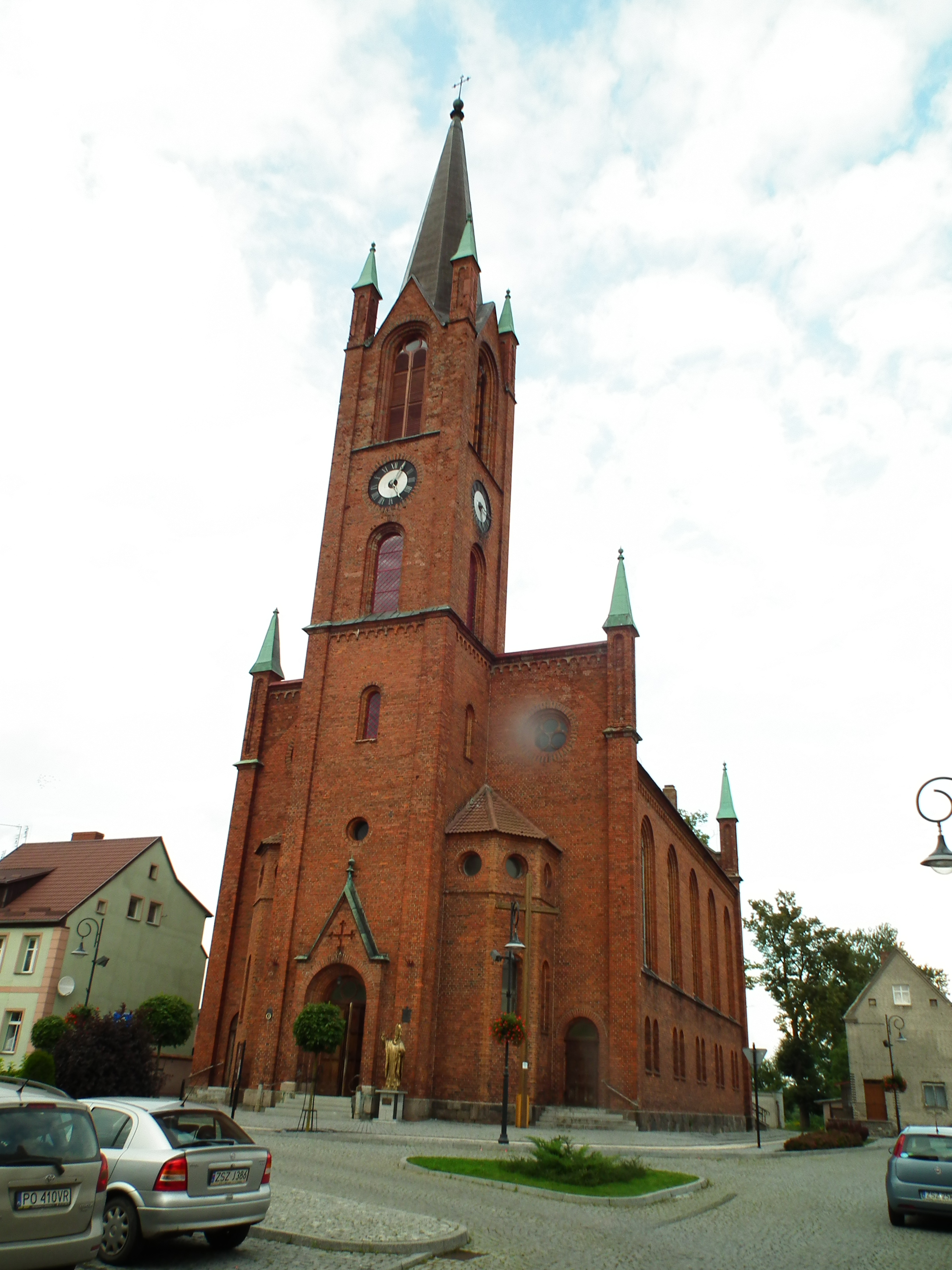
St.-Stefan-Kirche, bis 1945 Gotteshaus der evangelischen Gemeinde Bärwalde

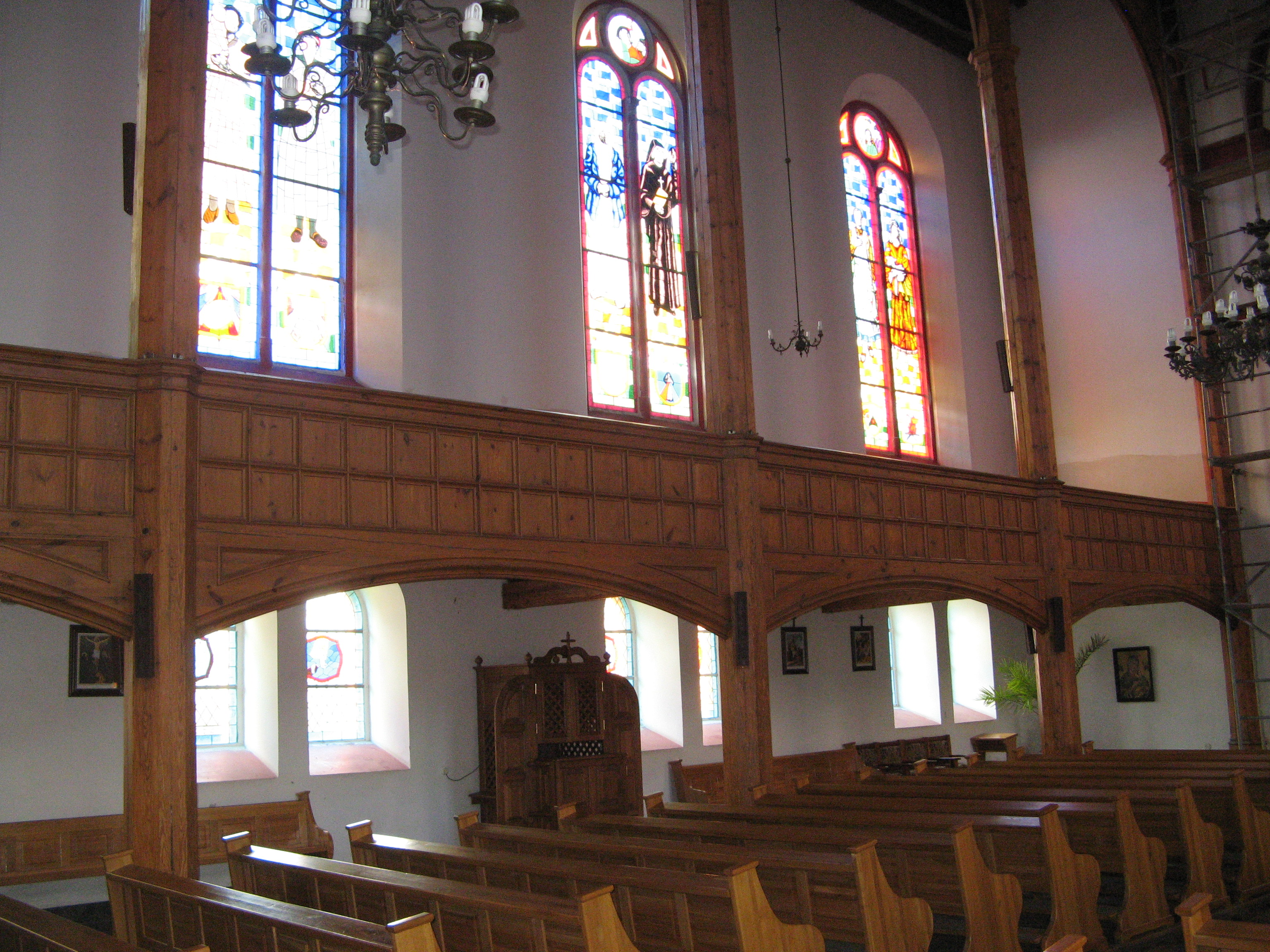
Innenraum der Stadtkirche

Eine erstmalige Erwähnung der wendischen Siedlung civitas Barwitz stammt aus dem Jahr 1286.
Im Jahr 1389 wurden Hans Hechhusen und Reimer Pudwelsch als Eigentümer der Stadt genannt.
Unter Herzog Bogislaw X. kamen die Stadt und die dazugehörigen Dörfer 1477 zu Pommern. Bärwalde war im wechselnden Besitz verschiedener pommerscher Adelsfamilien, so der Vier Geschlechter der Glasenapp, Münchow, Wolde und Zastrow, denen das Land Bärwalde und die Pileburger Heide ab 1523 gemeinsam gehörte.
Herzog Johann Friedrich von Pommern förderte die Stadt und verlieh ihr in den Jahren 1569, 1592 und 1597 die Privilegien zur Abhaltung von Jahrmärkten. Die jahrelangen Streitigkeiten zwischen der adeligen Grundherrschaft und dem Stadtrat über die Gerichtsbarkeit in Bärwalde wurden im Jahr 1620 zugunsten der Herrschaft beigelegt. Im Jahr 1626 zerstörte ein Stadtbrand die Stadt.
Während des Dreißigjährigen Krieges kam es im Jahr 1630 zur Besetzung durch die schwedischen Truppen Gustav II. Adolfs. Die Stadt erlitt starke Schäden. Durch das Aussterben des pommerschen Herrscherhauses kam Bärwalde im Jahr 1653 unter brandenburgische Herrschaft.
Im Siebenjährigen Krieg plünderten und brandschatzten russischen Truppen die Stadt; dabei gingen auch sämtliche Stadturkunden verloren. Im Jahr 1766 erhielt Bärwälde das Recht zur Abhaltung eines vierten Jahrmarktes. Zu dieser Zeit besaß die Stadt vier Tore, war jedoch nicht ummauert. Ihre Bewohner lebten im 18. Jahrhundert von der Tuch- und Raschmacherei sowie vom Ackerbau. Das Tuchmacherhandwerk ging im 19. Jahrhundert ein, stattdessen entstanden Färbereien und Textildruckereien. Nach der preußischen Verwaltungsreform gehörte Bärwalde ab 1818 zum Kreis Neustettin.
Im Jahr 1854 begann der Neubau der Stadtkirche, St. Stephen, der nach zehn Jahren vollendet war. Der aus rotem Backstein errichtete neugotische Bau hat einen schlanken Turm, der mit drei Scheiben-Uhren und Glocke ausgestattet ist. Der Innenraum des Kirchenschiffes ist geprägt durch Galerien und zwei Reihen von Holzpfählen, die das hölzerne Mansarddach abstützen. Die alte Kirche, die in Teilen noch aus dem Ende 13. Jahrhunderts stammte, wurde im Zuge des Neubaus vollständig abgerissen. Am Anfang des 20. Jahrhunderts hatte Bärwalde außer der evangelischen Stadtkirche eine Synagoge und ein Amtsgericht.
Erst im Jahr 1903 wurde Bärwalde mit der Strecke zwischen Polzin und Gramenz an das Eisenbahnnetz angeschlossen. Der Bahnhof wurde nördlich der Stadt angelegt (heute ist der ehemalige Bahnhof bewohnt), und nach dem Ersten Weltkrieg erweiterte sich die Stadt in seine Richtung.
Die neue Verkehrsverbindung führte zur Gründung neuer Industriebetriebe, z. B. einer Maschinen- und einer Kalksandsteinfabrik. Später war geplant, Bärwalde an die Reichsautobahn Berlin–Königsberg anzuschließen, die jedoch infolge des Zweiten Weltkriegs nicht fertiggestellt werden konnte. Südöstlich der Stadt sind noch letzte Reste der dort endenden Trasse aus der Luft sichtbar.
Während des Zweiten Weltkriegs war Bärwalde von unmittelbaren Kriegshandlungen kaum betroffen. Gelegentlich überflogen sowjetische Bomber auf ihrem Weg nach Stettin die Stadt. Manche Bewohner nutzten den Bahnhof zur Flucht in den Westen. Nach Kriegsende unterstellte die Sowjetunion Bärwalde zusammen mit ganz Hinterpommern der Verwaltung der Volksrepublik Polen. Bärwalde erhielt den polnischen Namen Barwice. Danach begann die allmähliche Zuwanderung polnischer Bevölkerung. Die verbliebenen deutschen Einwohner wurde in der Folgezeit von der örtlichen polnischen Verwaltungsbehörde aus der Stadt vertrieben.

### Demographie
| Jahr | Einwohner | Anmerkungen                                          |
| ---- | --------- | ---------------------------------------------------- |
| 1740 | 0472      | [ 5 ]                                                |
| 1783 | 0 533     | davon sechs Juden.                                   |
| 1791 | 0651      | davon sieben Juden                                   |
| 1802 | 0666      | [ 7 ]                                                |
| 1812 | 0804      | davon sechs Katholiken und 34 Juden.                 |
| 1816 | 0854      | davon 790 Evangelische, fünf Katholiken und 59 Juden |
| 1821 | 0926      | [ 7 ]                                                |
| 1831 | 1180      | davon sechs Katholiken und 85 Juden.                 |
| 1843 | 1571      | davon drei Katholiken und 129 Juden.                 |
| 1852 | 1741      | davon vier Katholiken und 143 Juden.                 |
| 1861 | 1964      | davon acht Katholiken und 180 Juden.                 |
| 1875 | 2264      | [ 8 ]                                                |
| 1880 | 2402      | [ 8 ]                                                |
| 1890 | 2307      | davon 104 Juden                                      |
| 1900 | 2338      | fast nur Evangelische                                |
| 1925 | 2531      | davon 2458 Evangelische, 13 Katholiken und 42 Juden  |
| 1933 | 2788      | [ 8 ]                                                |
| 1939 | 3008      | [ 8 ]                                                |

| \| Jahr \| Einwohner \| Anmerkungen \| \| ---- \| --------- \| ----------- \| \| 1957 \| 2242 \| \| \| 2004 \| 3876 \| \| |           |             |
| Jahr | Einwohner | Anmerkungen |
| 1957 | 2242      |             |
| 2004 | 3876      |             |

## Bauwerke
- St.-Stefan-Kirche, neugotischer Backsteinbau, errichtet von 1861 bis 1864, bis 1945 evangelisch, seitdem katholisch

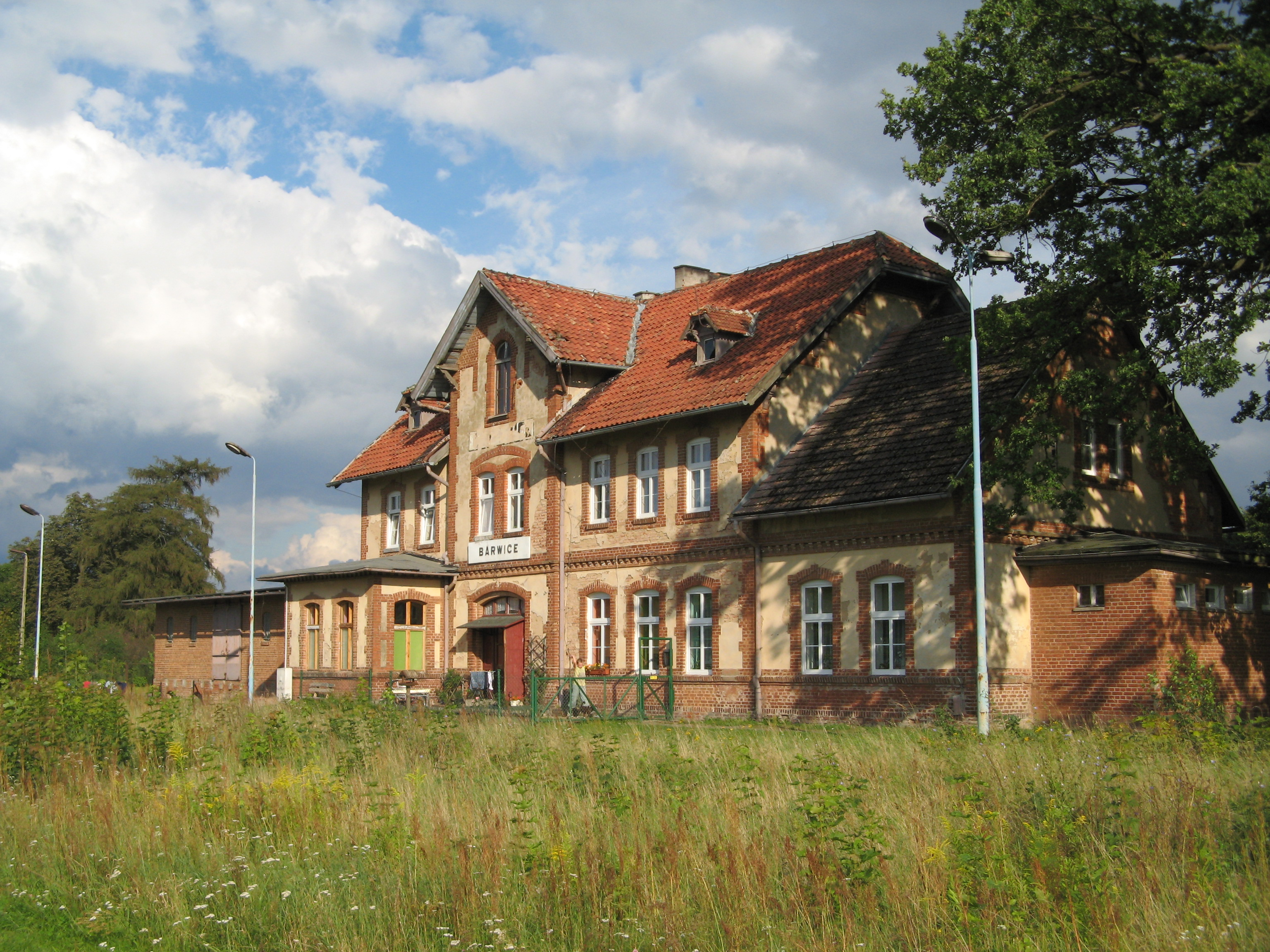
Ehemaliger Bahnhof der Stadt

## Verkehr
Die Stadt ist über die Woiwodschaftsstraße 172 (droga wojewódzka 172) mit seinen Nachbarorten Szczecinek und Połczyn Zdrój verbunden.
Ein Eisenbahnanschluss besteht seit 1999 mit Schließung der Strecke Połczyn Zdrój–Grzmiąca nicht mehr.

## Gemeinde
Zur Stadt- und Landgemeinde Barwice gehören neben der Stadt Barwice weitere 20 Orte (deutsche Namen bis 1945) mit einem Schulzenamt:
| Białowąs (Balfanz) Borzęcino (Borntin) Chłopowo (Klöpperfier) Chwalimki (Neuvalm) Gonne Małe (Gönne) Jeziorki (Gissolk, 1937–1945 Eichkamp) Kłodzino (Klotzen) | Knyki Łęknica (Lucknitz) Nowe Koprzywno (Neu Koprieben) Nowy Chwalim (Neu Valm) Ostropole (Osterfelde) Ostrowąsy (Wusterhanse) Piaski (Patzig) | Polne (Pöhlen) Przybkówko (Alt Priebkow) Stary Chwalim (Alt Valm) Stary Grabiąż (Grabunz) Sulikowo (Zülkenhagen) Tarmno (Tarmen) |

Weitere Ortschaften der Gemeinde sind:
| Bądki Bierzkowo Brzeźno Chłopówko Chwalimka Cybulino Dąbie (Eichenberge) Dobrzycko Gąski (Altmühl) Górki (Orth) Grabiążek Gwiazdowo Jadwigowo Jagielnik Kaźmierzewo | Kobacz Kobuz Kolonia Łeknica Kolonia Przybkowo Kolonia Sulikowo Kołątek Koprzywienko Koprzywno Korzec Krzyka Krzywolas Liniec Luboradza Lubostronie Niemierzyno | Nowa Łeknica Nowy Grabiąż (Neu Grabunz) Parchlino Smuga Stare Koprzywno (Alt Koprieben) Śmilcz Świerk Trzemienko Uradz Wiele (Linde) Wojsławiec Żdżar Żytnik |

## Partnergemeinde
Zwischen der Gemeinde Barwice und der Gemeinde Malente in Deutschland besteht eine Partnerschaft.

## Söhne und Töchter der Stadt
- Johann Ernst Theodor Janke (1781–1841), deutscher Theologe, Beamter und Autor
- Rudolf von Manteuffel (1817–1903), preußischer Generalleutnant, zuletzt Kommandeur der 6. Division
- Walter Langer (1877–nach 1932), deutscher Gewerkschafter und Politiker (DVP)